# Franz Hürth
Franz Hürth SJ (* 5. Oktober 1880 in Aachen; † 29. Mai 1963 in Rom) war katholischer Geistlicher, Jesuit und Moraltheologe.

## Leben
Franz Hürth wurde als Sohn des Architekten Hermann Joseph Hürth und seiner Frau Wilhelmine (geb. Fleischhauer) in Aachen geboren. Sein älterer Bruder war Theodor Hürth, der spätere Generalpräses des Internationalen Kolpingwerkes.
Franz Hürth studierte Philosophie und Katholische Theologie an der Jesuiten-Hochschule in Valkenburg/Niederlande sowie Jurisprudenz in Berlin. Ab 1918 war er als Nachfolger von August Lehmkuhl Professor für Moraltheologie in Valkenburg. Dort zählte Karl Rahner zu seinen Schülern. In der Diskussion um die Sterilisierung Geisteskranker in den späten 1920er Jahren widersprach er Joseph Mayer (1886–1967) und verfocht die grundsätzliche Unvereinbarkeit von katholischer Moraltheologie und Eugenik.
Bei der Abfassung der Enzyklika Casti connubii von 1930 erreichte er, dass die Ehezwecklehre (siehe auch Matrimonium) gegen die Absicht von Papst Pius XI. festgeschrieben wurde.
Im Herbst 1934 wurde Hürth von Papst Pius XI. beauftragt, zusammen mit seinem Ordensbruder Johannes Rabeneck für das Heilige Offizium eine Stellungnahme zur nationalsozialistischen Ideologie vorzubereiten. Bereits nach einem halben Jahr hatten die beiden Jesuiten „– im Wesentlichen aus Hitlers ‚Mein Kampf‘ – ein Verzeichnis der Hauptirrtümer des Nationalismus, Rassismus und Totalitarismus zusammengestellt“.
Nachdem die Ordenshochschule in Valkenburg nach dem deutschen Einmarsch in die Niederlande im Juli 1942 von der Gestapo aufgelöst worden war, wechselte Hürth als Professor für Moraltheologie an die Päpstliche Universität Gregoriana in Rom. Dort erlangte er vor allem Bedeutung und Einfluss als moraltheologischer Berater von Papst Pius XII. und wurde als Konsultor des Heiligen Offiziums berufen. Er war einer der 27 Theologen, die in Vorbereitung der 1950 erfolgten Dogmatisierung der leiblichen Aufnahme Mariens in den Himmel zu Rate gezogen wurden.
Hürths Vorschlag folgend, berief Papst Johannes XXIII. die französischen Theologen Yves Congar und Henri de Lubac zu Konsultoren der Theologischen Vorbereitungskommission für das Zweite Vatikanische Konzil.

## Ehrungen
- 1955: Großes Verdienstkreuz der Bundesrepublik Deutschland

## Schriften
- Rezension zu Joseph Mayer, „Gesetzliche Unfruchtbarmachung“, Freiburg 1927. In: Scholastik, Jg. 3, S. 216 ff., 418 ff., Freiburg 1928.
- Gesetzliche Sterilisation. In: Stimmen der Zeit, Jg. 59, Heft 5, 117. Band, Februar 1929, S. 360–375.
- Die Stellung der katholischen Sittenlehre zum Strafrecht im allgemeinen und zum strafrechtlichen Schutz der Sittlichkeit im besonderen. Paderborn 1929.
- „Schuld und Sühne“ vom psychologischen und fürsorgerischen Standpunkt (= Veröffentlichungen des Vereins katholischer deutschen Sozialbeamtinnen; 3). Bachem, Köln 1931, DNB 58024749X.
- Der Wille zum Kind: Zur Frage nach der sittlich zulässigen Ausnützung der tempora agenneseos. In: Chrysologus, Jg. 72, Hefte 11 u. 12, Paderborn 1932.
- Theologia Moralis. Päpstliche Universität Gregoriana, Rom 1948.
- mit Pedro Maria Abellán: De principiis, de virtutibus et praeceptis. Päpstliche Universität Gregoriana, Rom 1948, OCLC 301465601.